# Anaplectoides juncta
Anaplectoides juncta är en fjärilsart som beskrevs av Barend J. Lempke 1962. Anaplectoides juncta ingår i släktet Anaplectoides och familjen nattflyn. Inga underarter finns listade i Catalogue of Life.